# KimiKiss
KimiKiss (яп. キミキス Кимикису, досл. «Первый поцелуй») — симулятор свиданий, выпущенный компанией Enterbrain для платформы PlayStation 2 в 2006 году. По сюжету игры режиссёром Кэнъити Касаи был снят аниме-сериал KimiKiss Pure Rouge, трансляция которого прошла с октября 2007 по март 2008 года. Кроме того, были выпущены ещё несколько игр и манга-адаптаций.

## Сюжет
Повествование рассказывает о школьной жизни нескольких подростков, их первых свиданиях и разочарованиях в любви.

## Персонажи
Коити Айхара (яп. 相原 光一 Айхара Ко:ити)
Студент класса 2A; старший брат Наны. В аниме этот персонаж был «разделён надвое»: Коити Санада получил его внешность, а Кадзуки Айхара «наследовал» навыки игры в футбол.
Мао Мидзусава (яп. 水澤 摩央 Мидзусава Мао)
Сэйю — Харуна Икэдзава
Активная и весёлая студентка класса 3A. В аниме после возвращения из Парижа в Японию поселяется жить в доме Коити.
Юми Хосино (яп. 星乃 結美 Хосино Ю:ми)
Сэйю — Ами Косимидзу
Одноклассница Коити, работающая в школьной библиотеке. Очень застенчивая девушка. По сюжету аниме она — любовный интерес Коити.
Асука Сакино (яп. 咲野 明日夏 Сакино Асука)
Сэйю — Рё Хирохаси
Девушка из параллельного класса 2C (в аниме она одноклассница Коити и Кадзуки). Увлекается футболом, принимает участие во многих школьных соревнованиях.
Эрико Футами (яп. 二見 瑛理子 Футами Эрико)
Сэйю — Риэ Танака
Студентка класса 2С; имеет IQ = 190. Не посещает занятия, поскольку считает это скучным делом, тем не менее все экзамены сдаёт на отлично. Из-за малого общения с людьми достаточно зажата в себе и холодна к окружающим.
Мицуки Сидзё (яп. 祇条 深月 Сидзё: Мицуки)
Сэйю — Мамико Ното
Студентка класса 2С; происходит из богатой семьи. Любит играть на пианино.
Наруми Сатонака (яп. 里仲 なるみ Сатонака Наруми)
Сэйю — Каори Мидзухаси
Лучшая подруга и одноклассница Наны. Эксперт по приготовлению удона, создаёт новые разновидности этого блюда.
Нана Айхара (яп. 菜々 Нана)
Сэйю — Сакура Ногава
Младшая сестра Айхары (в игре), Кадзуки (в аниме). Носит модный аксессуар в виде изображения зелёного лягушонка Ивао.
Акира Хираги (яп. 柊 明良 Хи:раги Акира)
Сэйю — Дзюн Фукуяма
Глава школьного клуба кинолюбителей. Владеет информацией о почти всех девушках школы.
Мэгуми Курю (яп. 栗生 恵 Курю: Мэгуми)
Сэйю — Маи Накахара
Член дисциплинарной группы — следит за порядком в школе.
Томоко Кавада (яп. 川田 知子 Кавада Томоко)
Сэйю — Аяко Кавасуми
Учитель современного японского языка, наблюдается в клубе по плаванию. Преподаёт на дому у Мао Мидзусавы.

### Персонажи только аниме-сериала
Коити Санада (яп. 真田 光一 Санада Ко:ити)
Сэйю — Сатоси Хино
Главный персонаж аниме. Он, Кадзуки и Мао — друзья детства. Первоначально испытывал чувства к Юми, но впоследствии «переключился» на Мао.
Кадзуки Айхара (яп. 相原 一輝 Айхара Кадзуки)
Сэйю — Такахиро Мидзусима
Одноклассник Коити и его хороший друг. Увлекается игрой в футбол. Влюблён в Эрико.
Эйдзи Каи (яп. 甲斐 栄二 Каи Эйдзи)
Сэйю — Такахиро Сакураи
Одноклассник Мао. Работает в джаз-баре и играет на саксофоне. До того как Мао влюбилась в Коити, сам встречался с ней.

## Медиа

### Ранобэ
Серия легких романов была опубликована Famitsu Bunko.

### Манга
C 2006 по 2008 было выпущено несколько манга-адаптации.
- KimiKiss: Lyrical contact (яп. キミキス 〜lyrical contact〜 KimiKisu ~lyrical content~), в Gangan Powered и танкобон форме было сделано пять томов, с 2006 по 2007 год.

- KimiKiss: After days (яп. キミキス after days KimiKisu after days), in Gangan Powered, опубликовано с декабря 2007 по апрель 2008.
- KimiKiss: Various heroines (яп. キミキス -various heroines- KimiKisu -various heroines-), в форме Young Animal и танкобон (пять томов: № 1 Мао Мидзусава, № 2 Аска Сакино, № 3 Мицуки Cиджё, № 4 Эрико Футами и № 5 Юмори Хосино) Адаптирует все характеры героинь, по одному для каждого тома.
- KimiKiss: Sweet lips (яп. キミキス 〜スウィートリップス〜 KimiKisu ~Suwitō Rippusu), в Champion Red Ichigo и в форме танкобон, тома 1-8 с декабря 2006 года по июнь 2008 года.

### Аниме
Премьера экранизации состоялась с 6 октября 2007 года — 24 марта 2008 года на телеканалах CTC, TVK, TV Saitama, TV Aichi, MBS, RKB. Производством занималась аниме студия J.C.Staff, под контролем режиссёров Кэнъити Касаи и Кавамура Томоюки, по сценарию Цутия Митихиро, Тамэгай Тору, Минаками Сэйси, Ито Митико, Кунисава Марико, Ёкотани Масахиро, а за дизайн персонажей отвечали Ивакура Кадзунори и Мукай Ёсихидэ. Музыкальные партии написали Ёкояма Масару, Ивадарэ Нориюки, Нанасэ Хикару, Микко, Сило. Канадский дистрибьютор Section23 Films и Американский дистрибьютор Sentai Filmworks приобрели права на экранизацию для трансляции и показа на сервисах Anime Network в англоязычных регионах и на Hulu по всему миру и в Европе.
| 1 | Встретимся снова      | 6 октября 2007 года  |
| Коити Санада просыпается и спускается вниз из-за громкого стука в дверь. В дверях стояла его друг детства Мао Мидзусава, которую он сначала не узнал. Вскоре после того, как Мао принимает душ, в его доме появляется и другой друг детства Кадзуки Айхара, который также знает Мао с детства. Айхара удивляется, услышав голос девушки из душа Коити, и начинает расспрашивать Коити об этом, пока Коити не начинает громко возмущаться, что он не знал, кто она такая. Мао выбежала из ванной и тоже стала возмущаться на Коити, что он ее не помнит. Затем Мао заметила стоявшего там Айхару, и тогда Айхара и Коити наконец вспомнили, кто она такая. Позже той ночью Мао и Коити допоздна играли в видеоигру. На следующее утро они пошли в школу, Мао столкнулась с таинственным и тихим мальчиком, Коити был чем-то удивлен, а Айхара получил поцелуй от местной школьной знаменитости Эрико Футами. |                       |                      |
| 2 | Классная красотка     | 13 октября 2007 года |
| С тех пор как Кадзуки вернулся из школы, он все время думает об Эрико. Он просит у Акиры какую-нибудь информацию о ней, но не может получить ничего полезного. Сегодня также первый день для всех первокурсников в школе. |                       |                      |
| 3 | Закладка              | 20 октября 2007 года |
| Сегодня новый учебный день, и Нана со своей подругой Наруми возятся со своими игрушечными лягушатами. Когда Коити вместе с Мао проходят мимо, Нана использует это как шанс пригласить её на приветственную вечеринку. |                       |                      |
| 4 | Первые шаги           | 27 октября 2007 года |
| Прошел месяц с тех пор, как все вместе ходили в караоке-бокс, и Мао злится на Коити, который не добился никакого прогресса с Юми. Между тем Мао в последнее время получает много любовных писем, но она считает их только досадной помехой. |                       |                      |
| 5 | Прыжок                | 3 ноября 2007 года   |
| Мао идет с Эйдзи на джазовое шоу. Коити проводит больше времени с Юми, используя сценарий киноклуба в качестве предлога. Кадзуки был взволнован - даже Мао заметила, поэтому она дает ему несколько советов. |                       |                      |
| 6 | Меланхолия каждого    | 10 ноября 2007 года  |
| Кадзуки решает продолжить “эксперимент” с Эрико. Перед этим он пытается помириться с Асукой. Мао должна была бы испытывать напряжение от подготовки к промежуточным тестам, но у нее нет мотивации. Коити и Кадзуки собирают всех вместе позаниматься после уроков. |                       |                      |
| 7 | Ослепительная актриса | 17 ноября 2007 года  |
| Промежуточные тесты закончились, так что теперь у участников киноклуба есть время подумать о фильме. Учитывая, что Коити хорошо поработал над синопсисом, осталось найти актрису на главную женскую роль. Они обсуждают это в семейном ресторане Наруми. |                       |                      |
| 8 | Рядом с тобой         | 24 ноября 2007 года  |
| Мао ведёт себя странно с тех пор, как поцеловалась с Эйдзи; Кадзуки тоже был подозрительно весел. Мао стыдится встретиться с Эйдзи лицом к лицу, поэтому делает все возможное, чтобы избегать его в школе. В то время как Коити застрял с Акирой, Кадзуки встречается с Эрико. |                       |                      |
| 9 | Барышни на водах      | 1 декабря 2007 года  |
| Все собрались, чтобы поговорить о синопсисе фильма, в котором чего-то не хватает. Коити все еще думает о случайной встрече с Мао и Эйдзи. Акира предлагает использовать школьный турнир по плаванию, чтобы заполучить девушку в купальнике для фильма. |                       |                      |
| 10 | Пропущенные ноты      | 8 декабря 2007 года  |
| Устав от плохой атмосферы, Коити направляется в книжный магазин, где сталкивается с Эйдзи. Тем временем Кадзуки идёт на тренировку по футболу с Асукой. На следующий день Мао собралась на свидание с Эйдзи, но Коити застрял дома с простудой. |                       |                      |
| 11 | Капали слёзы          | 15 декабря 2007 года |
| Все собрались в особняке Мицуки, чтобы посмотреть место, где будут сниматься части фильма. Вокруг Коити и Мао царит неловкая атмосфера, и они даже не могут поговорить друг с другом после того, что произошло прошлой ночью. |                       |                      |
| 12 | Дождь пройдёт         | 22 декабря 2007 года |
| Сегодня новый учебный день, и Коити немного беспокоится о Юми после того, что случилось на вокзале. С другой стороны, Кадзуки в приподнятом настроении, потому что отношения между ним и Эрико идут на удивление хорошо. |                       |                      |
| 13 | Перекрёсток           | 5 января 2008 года   |
| С приближением летних каникул Коити каким-то образом удалось закончить сценарий фильма. Кадзуки был очень мил с Асукой в последнее время, и как только она начинает осознавать свои чувства к нему, он говорит ей, что ему нравится Эрико. |                       |                      |
| 14 | Летние каникулы       | 12 января 2008 года  |
| Наступили летние каникулы. Коити пытается оставить как можно больше воспоминаний с Юми, пока она все ещё рядом. |                       |                      |
| 15 | Время пришло          | 19 января 2008 года  |
| Съемки идут не так гладко, как планировалось, с Юми в главной роли. Нужна замена, но единственный подходящий человек это Мао. Позже Коити едет с Юми на пляж, а Мао идет смотреть, как Эйдзи выступает на концерте. |                       |                      |
| 16 | Дублёрша              | 26 января 2008 года  |
| Мао все еще чувствует себя неуютно после того, как увидела, как Коити целует Юми. Коити и Юми идут на свидание, посмотреть фильм в кинотеатре. Кадзуки и Асука тренируются вместе, но он невнимателен и всё время витает в облаках. Как только Асука узнает причину, то решает разобраться с Эрико. |                       |                      |
| 17 | Её ответ              | 2 февраля 2008 года  |
| Кадзуки нужна передышка после того, как его бросила Эрико, и Асука переживает, видя, что она всё это устроила. Коити и Юми провели остаток лета вместе, но он все еще чувствует себя одиноким дома, когда Мао нет рядом. |                       |                      |
| 18 | Дождливая грусть      | 9 февраля 2008 года  |
| Дождливым днём Мао бросает Эйдзи. Она возвращается домой промокшая до нитки и на следующий день у неё поднимается температура. Кадзуки внезапно звонит Асука и они встречаются, чтобы поболтать. Коити ухаживает за простудившейся Мао. |                       |                      |
| 19 | Настоящие чувства     | 16 февраля 2008 года |
| Начался новый учебный семестр, но это наименьшая из забот Коити, так как он все еще сильно потрясен после того, как Мао призналась ему в любви. Все классы готовятся к предстоящему школьному фестивалю. |                       |                      |
| 20 | Неуправляемые чувства | 23 февраля 2008 года |
| Сбежав со съемок, Мао случайно встречает Эйдзи, и они разговаривают. Коити беспокоится о Мао, а Юми беспокоится, потому что почувствовала что между Мао и Коити что-то происходит. |                       |                      |
| 21 | Стирая воспоминания   | 1 марта 2008 года    |
| Мао готовится к переезду в следующее воскресенье. В школе все заняты подготовкой к школьному фестивалю, и даже Нана и Наруми со своей ассоциацией удона неуклонно прогрессируют. |                       |                      |
| 22 | Неуловимое время      | 8 марта 2008 года    |
| В школе Кадзуки заметил, что Коити и Асука в последнее время ведут себя странно, поэтому он пытается сделать все возможное, чтобы помочь им. Коити все еще размышляет о Мао. Банда устраивает прощальную вечеринку для Юми. |                       |                      |
| 23 | Скучаю по тебе        | 15 марта 2008 года   |
| Акира завершил все приготовления киноклуба к школьному фестивалю. Юми и Коити наслаждаются своим последним днем вместе. |                       |                      |
| 24 | ...и встретимся снова | 22 марта 2008 года   |
| Школьный фестиваль Кибана в самом разгаре, однако Кадзуки несколько обеспокоен, потому что Эрико нигде не видно, и он думает, что это может быть связано с Асукой. |                       |                      |
| доп. серия | Борец за любовь       | 29 марта 2008 года   |
| Мегуми Курью ставит под сомнение легкомысленную любовь и ее значение, зачем людям это нужно и, что более важно, может ли такой человек, как она, испытать это чувство. Жажда Мегуми к просветлению приводит ее к встречам с друзьями, когда она пытается найти ответ на свой вопрос. |                       |                      |

## Примечание
1. ↑  Section23 Adds Canaan, Kimikiss Anime. Anime News Network. 22 июля 2010. Архивировано 16 апреля 2017. Дата обращения: 11 мая 2022.
2. ↑  Kimikiss TV Anime Announced. Anime News Network. 5 июня 2007. Архивировано 7 июня 2007. Дата обращения: 15 июня 2007.